# Преображенское (Камчатский край)
Преображенское — бывшее село в Алеутском районе Камчатского края, располагалось на острове Медный на берегу одноимённой бухты. Долгое время являлось единственным населённым пунктом на острове.
Посёлок был основан в конце XIX века алеутами, прибывшими с острова Атту Алеутского архипелага, к началу XX века население достигло 200 человек. Основным занятием населения было рыболовство и китобойный промысел. Село просуществовало вплоть до 1970 года, когда для ускорения экономического развития Командорских островов всё население Медного было переселено в село Никольское на острове Беринга.
с. Преображенское упразднено 25.11.1977 г.
В настоящее время село Преображенское необитаемо.